# Čikči

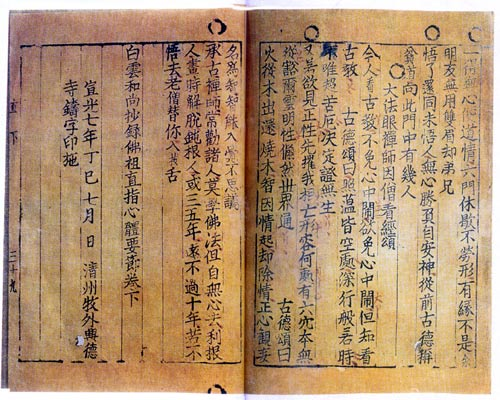
Exemplář uchovávaný ve Francouzské národní knihovně

Čikči (plným názvem korejsky 백운화상초록불조직지심체요절 – Pägun hwasang čchorok pulčo čikči simčche jodžŏl – zhruba Antologie zenového učení největších buddhistických kněží) je nejstarší dochovaná kniha vytištěná technologií pohyblivých liter. Byla vyrobena v korejském království Korjo v roce 1377.
Na poslední straně knihy jsou záznamy o jejím vydání, podle kterých byla vydána v třetím roce panování krále U v chrámu v Čchongdžu.